# Grand Prairie
Grand Prairie är en stad i Dallas County i den amerikanska delstaten Texas. Grand Prairie, som grundades år 1863, hade 175 396 invånare år 2010.